# Wolfgang Nolte (Politiker)
Wolfgang Nolte (* 21. Mai 1947 in Duderstadt) ist ein deutscher Kommunalpolitiker (CDU) und war von 2001 bis zum 31. Oktober 2019 Bürgermeister seiner Geburtsstadt. Er ist seit 2019 Träger des Ehrenrings in Gold der Stadt Duderstadt und seit 2015 Ehrenbürger der polnischen Partnerstadt Kartuzy.

## Leben
Nolte besuchte die Volksschulen in Tiftlingerode und Duderstadt, danach das Gymnasium für Jungen. 1962 begann er eine Verwaltungslehre bei der Stadtverwaltung seines Heimatortes. Nach den jeweiligen Abschlussprüfungen qualifizierte er sich weiter zum Diplom-Verwaltungswirt (FH). 1977 wurde er Leiter des Hauptamtes bei der Stadt Duderstadt, 1988 Stadtdirektor und 2001 Bürgermeister. Im Februar 2019 kündigte Nolte seinen vorzeitigen Rücktritt als Bürgermeister der Stadt Duderstadt zum 31. Oktober 2019 an. Zu seinem Nachfolger wurde in einer Stichwahl am 15. September 2019 Thorsten Feike (FDP) gewählt.
Wolfgang Nolte war Ministrant und engagierte sich in der ehrenamtlichen Jugendarbeit. Aktiv ist er in der Kolpingfamilie, dem Sportverein und dem Gesangverein. Er bekleidet zudem das Amt des stellvertretenden Vorsitzenden des Stiftungsrats der Heinz Sielmann Stiftung. Darüber hinaus ist er stellvertretender Vorsitzender des Trägervereins des Grenzlandmuseum Eichsfeld.
Nolte ist verheiratet und hat drei Kinder sowie vier Enkelkinder.